# Sounds of Silence
Sounds of Silence é o segundo álbum de estúdio de Simon & Garfunkel lançado em 17 de janeiro de 1966. Conta com uma modificação da faixa-título de The Sounds of Silence com acompanhamento de baixo, guitarra e bateria e outro hit, a psicológica I Am A Rock.

## Faixas

### Lado A
1. "The Sound of Silence" – 3:08
Gravado: 10 de março de 1964 & 15 de junho de 1965
2. "Leaves That Are Green" – 2:23
Gravado: 13 de dezembro de  1965
3. "Blessed" – 3:16
Gravado: 21 de dezembro de 1965
4. "Kathy's Song" – 3:21
Gravado: 21 de dezembro de 1965
5. "Somewhere They Can't Find Me" – 2:37
Gravado: 5 de abril de 1965
6. "Anji" (Davey Graham) – 2:17
Gravado: 13 de dezembro de 1965

### Lado B
1. "Richard Cory" – 2:57
Gravado: 14 de dezembro de 1965
2. "A Most Peculiar Man" – 2:34
Gravado: 22 de dezembro de 1965
3. "April Come She Will" – 1:51
Gravado: 21 de dezembro de 1965
4. "We've Got a Groovy Thing Goin'" – 2:00
Gravado: 5 de abril de 1965
5. "I Am a Rock" – 2:50
Gravado: 14 de dezembro de 1965

### Faixas de bônus (reedição de 2001)
1. "Blues Run The Game" (Jackson C. Frank) – 2:55
Gravado: 21 de dezembro de 1965
2. "Barbara Allen" (tradicional) – 4:06
Gravado: 8 de julho de 1970
3. "Rose of Aberdeen" (tradicional) – 2:02
Gravado: 8 de julho de 1970
4. "Roving Gambler" (tradicional) – 3:03
Gravado: 8 de julho de 1970

## Literatura
- Chris Charlesworth, The Complete Guide to the Music of Paul Simon and Simon & Garfunkel, Omnibus Press 1996
- Maclauchlan, Paul, "Paul Simon Discography 1955 to 1999 : Simon & Garfunkel - 1964 to 1971"
- Paul Williams, "Sounds of Silence: Simon & Garfunkel", Crawdaddy! magazine, primeira edição, 30 de janeiro de 1966; reimpresso em The Crawdaddy! book : writings (and images) from the magazine of rock, de Paul Williams, Milwaukee, WI : Hal Leonard Corp., 2002.